# Регіональний експрес Дакар — Аеропорт Дакар-Діас

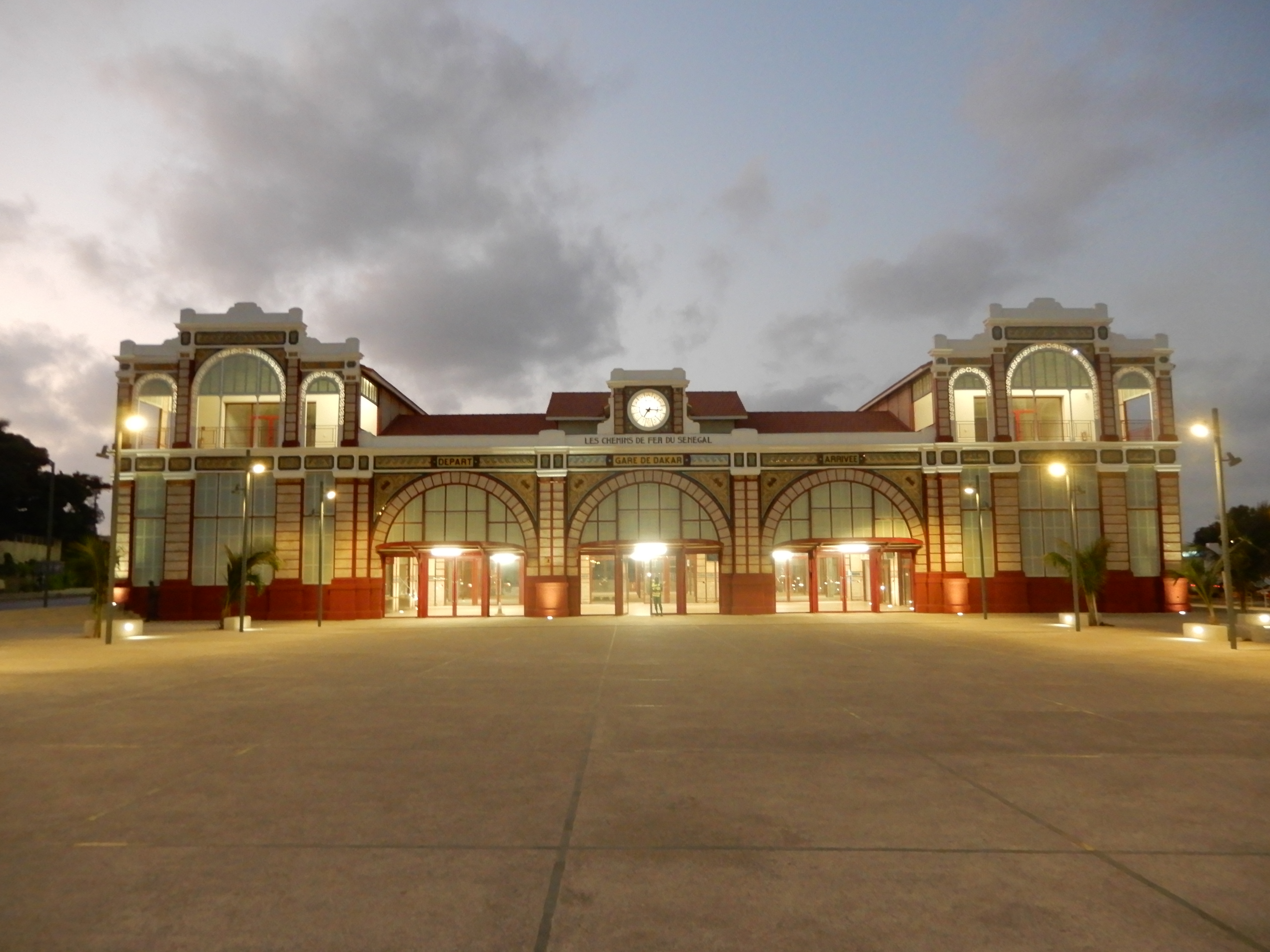
Залізнична станція Дакар

Регіональний експрес Дакар — Аеропорт Дакар-Діас (фр. Train Express Regional Dakar-AIBD, (TER)) — залізничне сполучення аеропорту у Сенегалі, що сполучає Дакар з міжнародним аеропортом Дакар-Діас.

Його побудували французькі компанії Engie і Thales Group. Кошторисна вартість — 2 мільярди євро.
Час у дорозі між містом і аеропортом менше 50 хвилин. TER обслуговує 14 станцій та має довжину 55 км.
Пасажирообіг — 115 000 пасажирів на добу.
Лінія буде побудована в два етапи, перша черга охопить 36 км від міста Дакар до Діамніадіо, а друга — ще 19 км до аеропорту.
Будівництво розпочалося в третьому кварталі 2016 року та має завершитись наприкінці 2023 року.

Першу чергу, що охоплює 13 станцій від Дакара до Діамніадіо, відкрито 27 грудня 2021 року.

## Рухомий склад
15 чотиривагонних поїздів Coradia Polyvalent

Потяги є магістральними дворежимними поїздами (дизельними та електричними 25 кВ), здатними рухатися зі швидкістю 160км/год. Кожен поїзд має довжину 72 метри з чотирма вагонами та має 531 місць в двох класах (першому та другому).

## Параметри
- Довжина: 54 км [8]
- Станцій: 14
- Колій: 1
- Ширина колії: 1435 мм
- Напруга: 25 кВ змінного струму
- Розмір потяга: 4 вагони
- Розмір парку: 15 потягів
- Максимальна швидкість: 160 км/год